# Partido de Avellaneda
Partido de Avellaneda är en kommun i Argentina.   Den ligger i provinsen Buenos Aires, i den centrala delen av landet. Huvudstaden Buenos Aires ligger i Partido de Avellaneda. Antalet invånare är 340 985. Arean är 55 kvadratkilometer.
Terrängen i Partido de Avellaneda är mycket platt.
Runt Partido de Avellaneda är det i huvudsak tätbebyggt. Runt Partido de Avellaneda är det mycket tätbefolkat, med 2 261 invånare per kvadratkilometer.